# Marineland w Calvià
Marineland Mallorca – delfinarium w formie morskiego parku rozrywki zlokalizowane na hiszpańskiej Majorce w miejscowości Calviá. W ramach kompleksu wchodzą (oprócz głównej atrakcji, jaką są pokazy delfinów oraz lwów morskich):
- delfinarium
- ptaszarnia
- egzotarium
- akwarium łącznie z rekinarium oraz pingwinarium,
- park wodny
- interaktywny morski park edukacyjny "Mare Nostrum"